# Riserva naturale Calafuria
La riserva naturale Calafuria è un'area naturale protetta della Toscana istituita con Decreto Ministeriale 13 luglio 1977.
Occupa una superficie di 115,63 ettari nella zona di costiera di Calafuria, a Livorno.
La riserva naturale è percorribile grazie ad un sentiero "dorsale", che corrisponde in parte al sentiero 5. Questi collega la parte più bassa, sulle rive del Rio Maroccone alla cima de Il Montaccio (270 m s.l.m.), il punto più alto della riserva. Esistono comunque altri numerosi sentieri, segnati in vari cartelli presenti sul percorso, e numerosi piazzali panoramici.

## Fauna
La fauna è comune a quella tipica che vive su tutta la fascia del litorale tirreno. Numerosi sono il cinghiale (Sus scrofa), la volpe (Vulpes vulpes), la faina (Martes foina), l'istrice (Hystrix cristata) e il riccio(Erinaceus europaeus). 
L'avifauna è quella tipica della macchia mediterranea. L’area è un'importante area di passaggio migratorio soprattutto per il colombaccio (Columba palumbus) e il tordo bottaccio (Turdus philomelos). Nella torre di Calafuria vi è l’unico sito di svernamento conosciuto in Italia di Apus pallidus (rondone pallido).

## Flora
La flora è tipicamente mediterranea. È presente una piccola lecceta in fondo alla valle del Rio Maroccone, unica nel suo genere perché sopravvissuta al disastroso incendio del 1990 che coinvolse centinaia di ettari di foreste. Più in su, sul crinale del Montaccio e nei pressi del Monte Telegrafo (150 m s.l.m.) sono presenti invece numerosi cespugli di ginestre intervallate da rari pini marittimi e pini d'aleppo.